# Katsu Kaishū
Bá tước Katsu Yasuyoshi (勝 安芳 Thắng An Phương,  tên khai sinh Katsu Yoshikuni (勝 義邦 Thắng Nghĩa Bang); ngày 12 tháng 3 năm 1823 – ngày 21 tháng 1 năm 1899), nổi tiếng với biệt danh Katsu Kaishū (勝 海舟 Thắng Hải Chu), là một chính khách và kỹ sư hải quân dưới thời Bakumatsu và đầu thời Minh Trị. Kaishū là biệt danh mà ông lấy từ một bức thư pháp (Kaishū Shooku 海舟書屋) của Sakuma Shōzan. Ông đã trải qua một loạt các tên được đặt trong suốt cuộc đời của mình; tên thời thơ ấu của ông là Rintarō (麟太郎 Lân Thái Lang). Ông thường được gọi là Awa (安房 An Phòng) từ tước hiệu Awano-kami (安房守 An Phòng thủ) trong thời kỳ Bakumatsu và sau đó đổi tên thành Yasuyoshi sau Minh Trị Duy tân.
Katsu Kaishū cuối cùng đã vươn lên đến địa vị chức Quân hạm phụng hành (Gunkan-bugyō) trong hải quân Tokugawa. Ông đặc biệt nổi tiếng với vai trò của mình khi quyết định để thành Edo đầu hàng không đổ máu trước quan quân triều đình trong chiến tranh Boshin.

## Tiểu sử

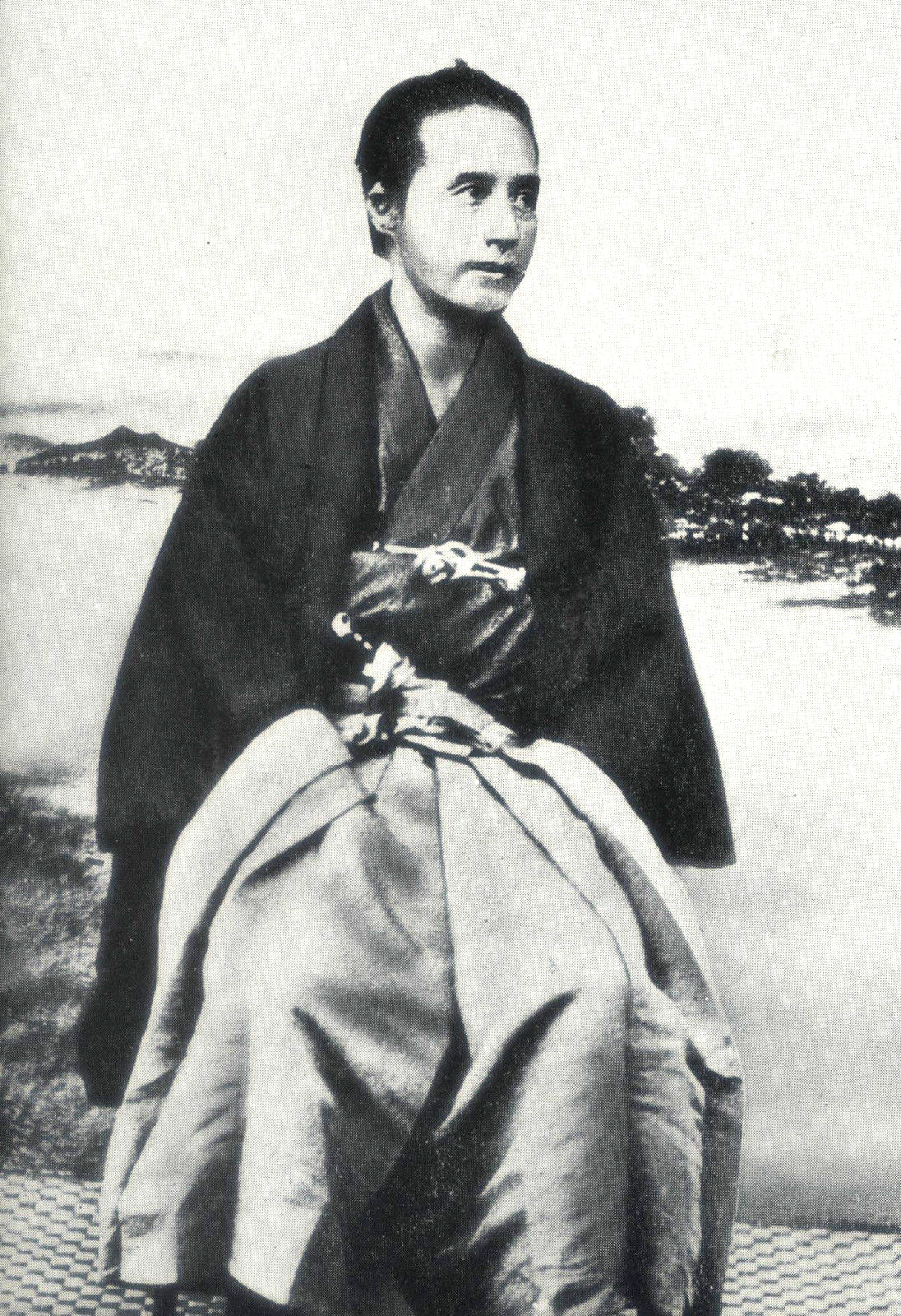
Kaishū Katsu thời Bakumatsu

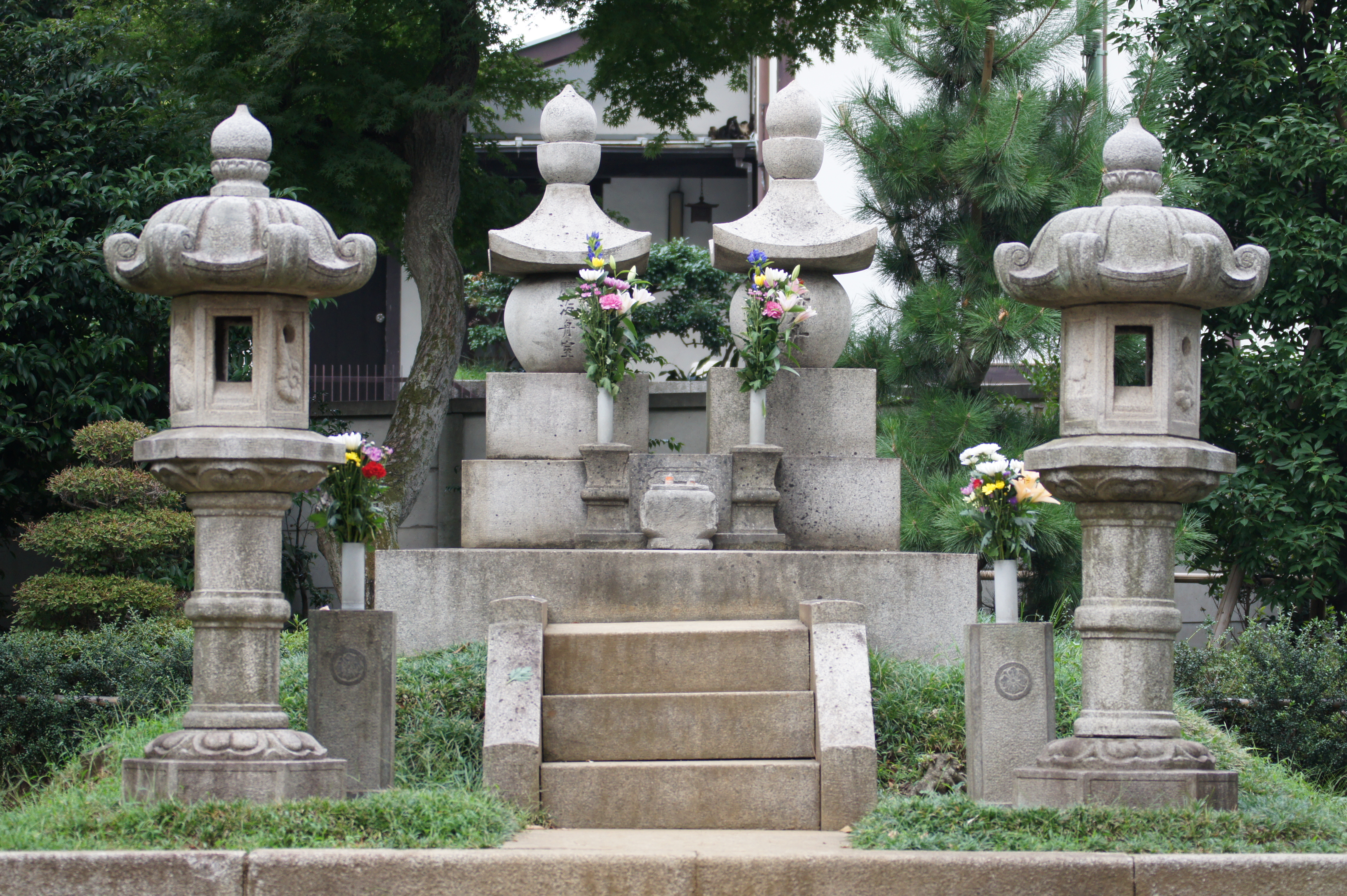
Mộ Katsu Kaishū tại Công viên Công cộng Senzoku Pond, Tokyo

Katsu Yoshikuni sinh ngày 12 tháng 3 năm 1823, tại Edo, một gia thần cấp thấp của Tướng quân Tokugawa. Cha ông, Katsu Kokichi, chủ đề của cuốn tự truyện, Câu chuyện của Musui, là người đứng đầu xấu tính của một gia đình samurai nhỏ. Khi còn là một thanh niên có tên thời thơ ấu là Katsu Rintarō (Kaishu là bút danh), ông theo học khoa học quân sự của Hà Lan và châu Âu, và cuối cùng được Mạc phủ bổ nhiệm làm phiên dịch khi các cường quốc châu Âu cố gắng mở rộng liên hệ với Nhật Bản. Katsu đã sớm nổi danh như một chuyên gia về công nghệ quân sự phương Tây. Dưới sự cố vấn của các sĩ quan hải quân Hà Lan, Katsu từng là trưởng học viên hải quân tại Sở Thao luyện Hải quân Nagasaki từ năm 1855 đến năm 1859.
Năm 1860, Katsu làm thuyền trưởng tàu chiến Kanrin-maru (với sự hỗ trợ của sĩ quan hải quân Hoa Kỳ, Trung úy John M. Brooke), để hộ tống phái đoàn Nhật Bản đầu tiên đến San Francisco, California, trên đường đến Washington, DC, nhằm chính thức phê chuẩn Hiệp ước Harris. Kanrin Maru, do người Hà Lan đóng, là con tàu đầu tiên của Nhật Bản đi đến thế giới phương Tây. Kaishū vẫn ở lại San Francisco gần hai tháng, quan sát xã hội, văn hóa và công nghệ Mỹ. Sau khi trở về Nhật Bản, Katsu đã nắm giữ một loạt chức vụ cấp cao trong hải quân Tokugawa, tranh luận trước Mạc phủ ủng hộ một lực lượng hải quân thống nhất của Nhật Bản do các sĩ quan được đào tạo chuyên nghiệp lãnh đạo bất chấp sự thăng tiến và phân công do địa vị cha truyền con nối. Trong thời gian ông chỉ huy với tư cách là giám đốc Trường Hải quân Kobe, học viện này sẽ trở thành nguồn hoạt động chính cho những người theo chủ nghĩa cải cách và tư duy tiến bộ từ năm 1863 đến năm 1864.
Năm 1866, Katsu được bổ nhiệm làm nhà đàm phán giữa quân Mạc phủ và phiên chống Mạc phủ ở Chōshū, và sau đó làm trưởng đoàn đàm phán cho Mạc phủ Tokugawa, đảm bảo quá trình chuyển giao quyền lực tương đối hòa bình và có trật tự trong cuộc Minh Trị Duy tân.
Mặc dù đồng cảm với sự nghiệp chống Tokugawa, Katsu vẫn trung thành với Mạc phủ Tokugawa trong Chiến tranh Boshin. Sau sự sụp đổ của quân Tokugawa vào cuối năm 1867, Katsu đã thương lượng về việc mở cửa thành Edo đầu hàng quan quân của Saigō Takamori vào ngày 11 tháng 4 năm 1868.
Katsu chuyển đến Shizuoka sau khi chính phủ mới nắm quyền kiểm soát thủ đô cũ của Tướng quân, nơi được đổi tên thành Tokyo ("Thủ đô phía Đông"). Ông trở lại phục vụ chính phủ một thời gian ngắn với tư cách là Thứ trưởng Bộ Hải quân Đế quốc Nhật Bản vào năm 1872, sau đó là Bộ trưởng Bộ Hải quân đầu tiên từ năm 1873 đến năm 1878. Với tư cách là Katsu Yasuyoshi, ông là người nổi bật nhất trong số các gia thần cũ của Tokugawa đã tìm được việc làm trong chính phủ Minh Trị mới, và là sangi (参議) từ năm 1869 đến 1885, không xuất thân từ một trong bốn phiên trấn tối quan trọng. Mặc dù ảnh hưởng của ông trong hải quân là rất ít, vì Hải quân chủ yếu được chi phối bởi nòng cốt là các sĩ quan Satsuma, Katsu đã phục vụ trong vai trò cố vấn cao cấp về chính sách quốc gia. Trong hai thập kỷ tiếp theo, Katsu phục vụ trong Xu mật viện và viết nhiều về các vấn đề hải quân.
Ông cũng nỗ lực khôi phục danh dự của Tokugawa Yoshinobu và Saigō Takamori.
Năm 1887, ông được nâng lên tước hiệu hakushaku (bá tước) trong hệ thống hàng quý tộc kazoku. Katsu đã ghi lại hồi ký của mình trong cuốn sách mang tên Hikawa Seiwa.
Năm 1891, thông qua mối liên hệ của Tsuda Sen, cha của Tsuda Ume, Katsu Yasuyoshi đã mua một khu đất tại Senzoku-ike kôen (洗足池 Senzoku Pond), và xây dựng nhà nghỉ hưu của mình ở đó. Sau khi qua đời vào năm 1899, ông được chôn cất cùng vợ Tami gần khu vực nhà của họ, trên bờ Senzoku Pond, nơi ngày nay là Senzoku-ike kôen (洗足池公園 Công viên Công cộng Senzoku Pond) ở Tokyo.